# Madaure
Madaure o Ad Medera (Ἀμμαίδαρα) fou una ciutat de Numídia entre Lares i Theveste, que era part del regne de Sifax, però fou annexionada per Masinissa I al final de la Segona Guerra Púnica i més tard fou colònia militar romana.
Hi va néixer Luci Apuleu, el pare del qual era duumvir. A la seva rodalia corria el riu Ardatio, on Mazcecel va derrotar el cap amazic Gildo. Justinià I la va fortificar.
Entre els seus residents famosos, s'hi troba Agustí d'Hipona, qui hi va estudiar al segle IV..